# El movimiento
El Movimiento es un EP de estudio de la banda chilena Los Tetas, después de su reencuentro y a 10 años del lanzamiento de Tómala!. Este álbum fue grabado a mediados del 2012 en los estudio Foncea, en Santiago de Chile. Contiene 4 temas nuevos de la banda, 3 remixes de estos temas y 1 grabado en su concierto de reencuentro en diciembre de 2011.

## Lista de canciones
| El Movimiento |                                         |          |  |
| N.º           | Título                                  | Duración |  |
| 1.            | «El Movimiento»                         | 4:25     |  |
| 2.            | «If you Like it»                        | 4:06     |  |
| 3.            | «Otra Vez...»                           | 4:03     |  |
| 4.            | «Life is a Tape...»                     | 4:34     |  |
| 5.            | «Papi... Donde esta el Funk?» (En Vivo) | 6:23     |  |
| 6.            | «El Movimiento» (Matanza Remix)         | 4:33     |  |
| 7.            | «If you Like it» (THEEGO Remix)         | 3:27     |  |
| 8.            | «Otra Vez...» (Mawashi Remix)           | 3:43     |  |

- Datos: Q24938516